# カンタルーパ
カンタルーパ（伊: Cantalupa）は、イタリア共和国ピエモンテ州トリノ県にある、人口約2,600人の基礎自治体（コムーネ）。

## 地理

### 位置・広がり

#### 隣接コムーネ
隣接するコムーネは以下の通り。
- クミアーナ
- フロッサスコ
- ロレット